# Guanajuatite
La guanajuatite est une espèce minérale composée de séléniure de bismuth, de formule Bi2Se3, présentant d'éventuelles traces de soufre.

## Inventeur et étymologie
La guanajuatite a été décrite en 1873 par Fernández ; son nom est inspiré de sa localité-type : Guanajuato, au Mexique.

## Topotype
- Santa Catarina Mine, Rancho Calvillo, Santa Rosa, Sierra de Santa Rosa, Mun. de Guanajuato, Guanajuato, Mexique[3]

## Cristallographie
- Paramètres de la  maille conventionnelle: a=11,32 Å, b=11,48 Å, c=4,17 Å, Z=4, V=541,91 Å3
- Densité calculée = 8,03

## Cristallochimie
- La guanajuatite est polymorphe de la paraguanajuatite.
- Elle appartient au groupe de la stibine.

### Groupe de la stibine
- Antimonsélite Sb2Se3, Pbnm; 2/m 2/m 2/m
- Bismuthinite Bi2S3, Pbnm; 2/m 2/m 2/m
- Guanajuatite Bi2Se3, Pnma; 2/m 2/m 2/m
- Stibine Sb2S3, Pbnm; 2/m 2/m 2/m

## Gîtologie
La guanajuatite se trouve dans les dépôts hydrothermaux de température basse à modérée.

### Minéraux associés
- Bismuthinite, bismuth, clausthalite, nevskite, galène, pyrite, calcite.

## Habitus
La guanajuatite se trouve le plus souvent sous forme de masses compactes ou granulaires. Lorsqu'elle cristallise, elle forme des cristaux aciculaires atteignant 2 centimètres, striés longitudinalement.

## Gisements remarquables
- Allemagne

Roter Bär mine, Saint-Andréasberg, Hartz
- États-Unis

Salmon, Lemhi Co., Idaho; andet aux mines Thomas et Essex, Darwin, Comté d'Inyo 
- Mexique

Santa Catarina Mine, Rancho Calvillo, Santa Rosa, Sierra de Santa Rosa, Mun. de Guanajuato, Guanajuato
Industria Mine, Rancho Calvillo, Sierra de Santa Rosa, Mun. de Guanajuato, Guanajuato
Santa Bárbara Mine, El Cobre, Mun. de Tepezalá, Aguascalientes
- Suède

Falun, Kopparberg.